# Золота медаль (нагорода)
Золота медаль — один з видів нагороди.
Як правило, видається учаснику, який посів перше місце або показав найкращі результати в змаганні. Переможці , які посіли друге і третє місце, традиційно, нагороджуються срібною та бронзовою медаллю, відповідно. Почесно нагороджені учні 16 ліцею міста Вінниця Олег і Олексій

## Історія

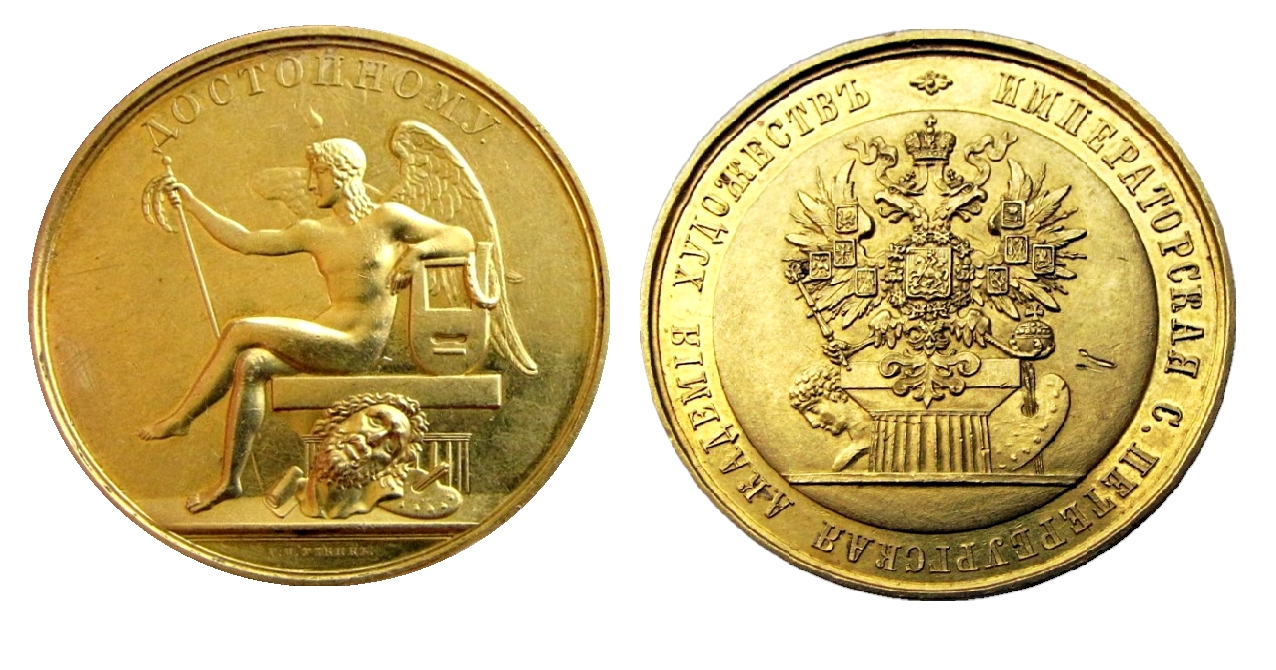
Золота медаль «Гідному»
Імператорської Академії мистецтв

Назва даної нагороди походить від використання золота у вигляді напилення або легування при виготовленні медалі.
Концепція подібної відзнаки спочатку виникла в військовій справі ще в середньовіччі, але, з часом, золотою медаллю почали відзначати й небойові заслуги. Частково це відбулося через появу у військовій сфері більш конкретизованих нагород (наприклад: Золотої зброї «За хоробрість», Орден Золотого руна, Медаль «Золота Зірка» тощо).
Починаючи з XVIII століття золотими медалями почали нагороджувати й діячів мистецтва. Імператорська Академія мистецтв заснувала Велику і Малу золоті медалі, якими відзначала найбільш видатні, на думку її членів, твори архітекторів, скульпторів і художників .
Лауреатам Нобелівської премії також вручається золота медаль, яка, на відміну від більшості однойменних нагород, справді виготовлена з чистого золота.

## Олімпійські ігри

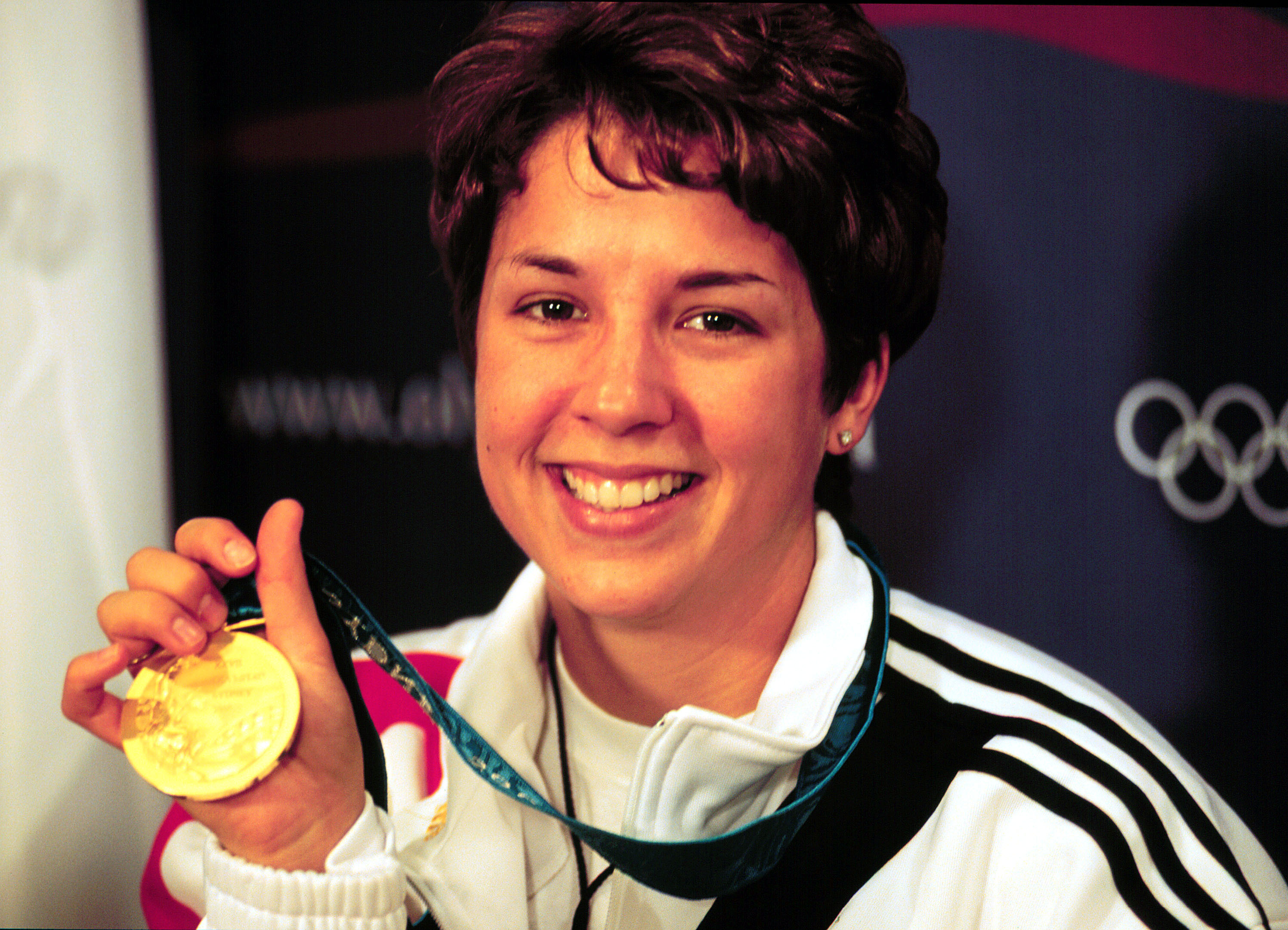
Золота олімпійська медаль Ненсі Лінн Джонсон (Сідней-2000)

У змаганнях Античних Олімпійських ігор головною олімпійською нагородою була не медаль, її заснували лише на Олімпійських іграх 1896 року. Тоді медалі призерів були срібними незалежно від зайнятого ними місця. Звичай вручення золотих, срібних і бронзових медалей для перших трьох місць був введений з Олімпійських ігор 1904 року, а потім швидко поширився і на багато інших спортивних заходів.

## Шкільна золота медаль

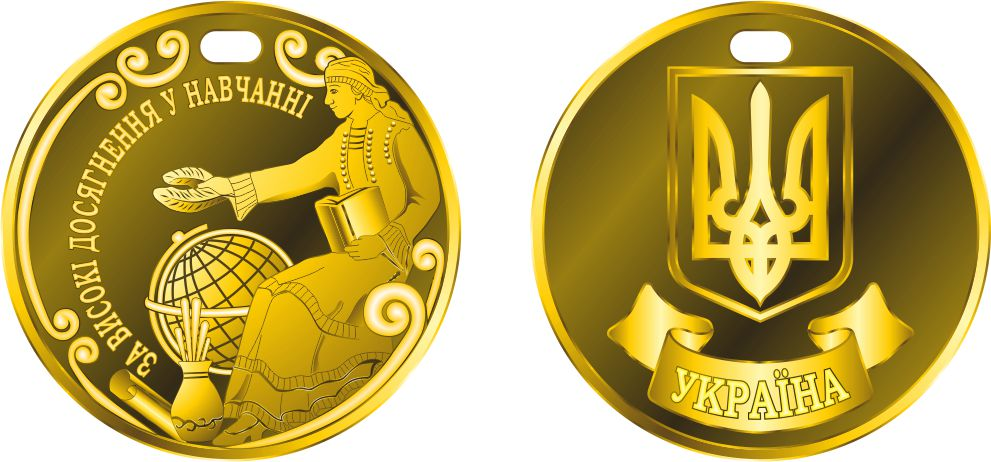
Золота медаль «За високі досягнення у навчанні», Україна, 2015

Золотою медаллю «За особливі успіхи в навчанні» нагороджувалися випускники, які мали піврічні й річні підсумкові оцінки «відмінно» зі всіх загальноосвітніх предметів навчального плану за 10-11 клас а також за випускні іспити.